# Casa Mariano Jiménez
La Casa Mariano Jiménez es un centro cultural ubicado en el centro histórico de la ciudad de San Luis Potosí, San Luis Potosí, México. La casa museo es catalogada como monumentos histórico por el Instituto Nacional de Antropología e Historia (INAH) para su preservación.

## Historia
Es la casa donde nació José Mariano Jiménez el 18 de agosto de 1781. Desde su nacimiento y hasta los 15 años, vivió en la casa ubicada en la calle de 5 de Mayo #610.
Se trasladó a la Ciudad de México donde estudió para ingeniero en minas en el Colegio de Minería de México y se graduó el 19 de abril de 1804. Posteriormente se estableció en la ciudad de Guanajuato trabajando como empleado de las minas de la localidad.
Se presentó ante Miguel Hidalgo y Costilla el 28 de septiembre de 1810 para ofrecer sus servicios en favor lucha independentista donde fue uno de los generales más importantes.
Fue Mariano Jiménez quien batió a Trujillo en Atenco. Posteriormente, combatió con bravura en la victoria de las fuerzas insurgentes en el monte de las Cruces, victoria que mucho se debió a que estableció estratégicamente la línea de artillería. Encabezaba una fuerza de tres mil hombres y combatió junto con Ignacio Aldama. Por órdenes de Hidalgo, Mariano Jiménez viajó a la Ciudad de México en misión pacífica, para solicitar al virrey la entrega de la capital al movimiento independentista, pero lo único que tuvo en respuesta fue la amenaza de repelerlo violentamente si no se retiraba.
Jiménez fue fusilado el 26 de junio de 1811 en la plaza de Ejercicios de Chihuahua, el mismo día en que fueron ejecutados Juan Aldama, Ignacio Allende y Manuel de Santa María. Su cabeza fue expuesta con la de Hidalgo, Allende y Aldama en la Alhóndiga de Granaditas hasta la consumación de la Independencia.
Sus restos permanecen en la Ciudad de México, aunque se ha solicitado que sean trasladados a San Luis Potosí sin éxito. La casa donde se crio es considerada junto a la Casa Pitman, la Casa Museo Manuel José Othón y la Casa de la Virreina como una de las casas históricas más importantes de la ciudad.
La casa que data del siglo XVIII fue inaugurada como centro cultural el 4 de octubre de 1990. En el espacio se llevan a cabo presentaciones de libros, exposiciones de artes plásticas y conferencias. Hay aulas para clases de música. También hay siete salas para exposiciones temporales: el patio central que funciona como sala al aire libre, la sala Martha Villalpando, un salón para usos múltiples y la sala Francisco Eppens Helguera que se encuentra dividida en cuatro partes.
Hoy en día la casa se encuentra muy descuidada. La fachada tiene grafiti y desde que fue inaugurado no se han hecho eventos relevantes ni homenajes al líder independentista. Actualmente se ha convertido en un albergue para las caravanas de migrantes centroamericanos rumbo a Estados Unidos. Se pueden observar varios artículos básicos de los migrantes. De los pocos eventos culturales que aún se hacen algunos estudiantes de la Universidad Autónoma de San Luis Potosí exhibieron una exposición del surrealismo.